# Topfantenne
Die Topfantenne ist eine topfförmige Antennenbauform für den VHF- und UHF-Bereich, die eine verkürzte Baulänge und ein allseitiges Massepotential aufweist. 
Sie wird auf elektrischen Bahnen verwendet, da sie verhindert, dass die Hochspannung der Oberleitung im Falle einer Berührung ins Fahrzeuginnere verschleppt wird. Sie bildet für Gleichspannung und für Wechselspannung niedriger Frequenzen einen Kurzschluss zum Karosserieblech. Sie ist eine Form der als Lokantenne bezeichneten Antennenbauformen, welche als gemeinsames Merkmal ausschließlich aus mit Massepotential verbundenen Komponenten bestehen.  
Solche Topfantennen sehen auf den ersten Blick wie ein umgedrehter Kochtopf aus, der untere Rand des Topfes ist jedoch durch einen Spalt vom Fahrzeug getrennt. Der Topf ist innen mittig über eine leitfähige Stütze  mit dem Dach des Fahrzeuges verbunden. Die Speisung erfolgt verdeckt zum inneren Rand des Topfes über eine verstellbare Koppel-Kapazität (Trimmer). Gegenüber befindet sich ein weiterer Trimmer zum Resonanz-Abgleich. Der Topf bildet mit dieser Kapazität einen Topfkreis.

## Quelle
- Topfantenne auf kathrein.de (PDF-Datei; 943 kB)